# Mikindani
Mikindani este un oraș  în  partea de sud a Tanzaniei, pe malul Oceanului Indian, într-o zonă  colinară din Regiunea Mtwara.